# José do Patrocínio Dias
José do Patrocínio Dias ComC • GCC • GCB (Covilhã, 23 de Julho de 1884 – Fátima, Vila Nova de Ourém, 24 de Outubro de 1965) foi um Bispo e militar português.

## Biografia
Nasceu na Covilhã a 23 de Julho de 1884, filho de professores primários: Claudino Dias Agostinho Rosa e sua mulher Claudina dos Prazeres. Concluídos os estudos primários, ingressou no Colégio de São Fiel, da Companhia de Jesus, no Louriçal do Campo, em Castelo Branco, onde recebeu uma educação que mais tarde o levou a matriculou-se na Faculdade de Teologia, da Faculdade de Teologia da Universidade de Coimbra (1902–1907), tendo concluído o curso com distinção. Decidindo-se pelo sacerdócio, foi ordenado em 21 de Dezembro de 1907, na cidade da Guarda. Depois de algum tempo no Seminário do Mondego, foi-lhe entregue a paróquia de São Vicente. Em 1908 trabalhou com grande dedicação nas Agremiações Populares Católicas. Nomeado Cónego da Sé da Guarda (1915), em 1917 ofereceu-se como voluntário para capelão militar, sendo nomeado Capelão-Chefe dos Capelães do Corpo Expedicionário Português para assistência aos soldados portugueses na Primeira Guerra Mundial, em França.
A 10 de Julho de 1920 foi feito Comendador da Ordem Militar de Cristo.

### Bispo de Beja
Em 1921 foi sagrado Bispo na Sé da Guarda por D. Manuel Vieira de Matos, Bispo da Guarda, tendo tomado posse da Diocese de Beja aos 38 anos de idade, no dia 5 de Fevereiro de 1922 (devido à perturbação social e política existente na região).
A 31 de Dezembro de 1932 foi agraciado com a Grã-Cruz da Ordem de Benemerência.
Viria a escrever: “Tendo nascido em terras da Beira, hoje sou Alentejano e sou de Beja. Já não posso escrever o meu nome sem que lhe acrescente o nome desta cidade. O céu ma confiou. Com ela me identificarei até à imolação total”.
A 11 de Maio de 1946 foi elevado a Grã-Cruz da Ordem Militar de Cristo.

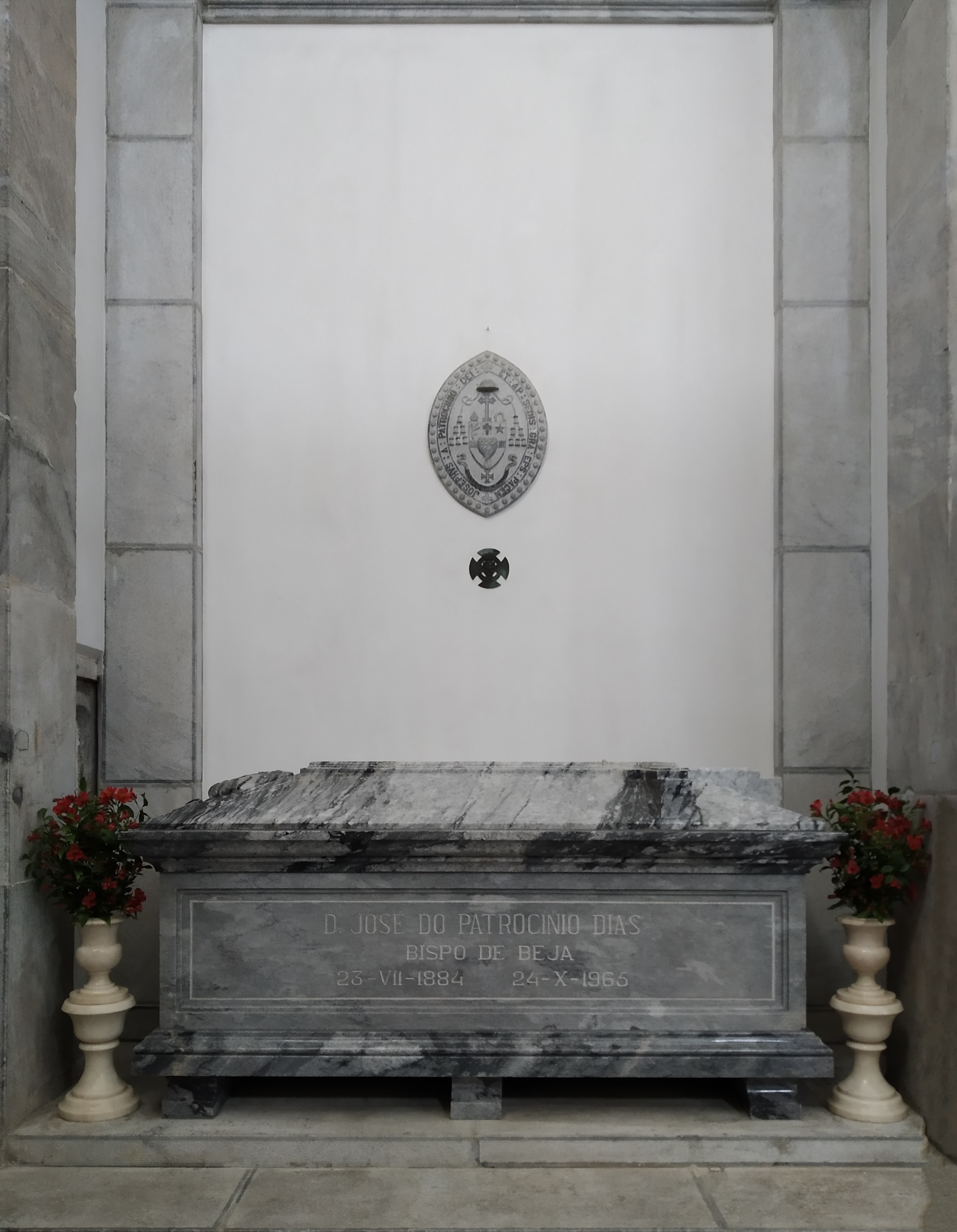
Jazigo de D. José do Patrocínio Dias, na Sé de Beja

Num ambiente de ruína e desolação, entregou-se de imediato à sua reconstrução e animado por uma total entrega começou por fazer Missões Populares em todos os Concelhos da Diocese, tendo trazido, em 1947, a imagem de Nossa Senhora de Fátima da Capelinha das Aparições, a percorrer e dar novo fervor de fé ao povo alentejano. Desde cedo, manifestou a sua profundíssima devoção ao Sagrado Coração de Jesus e ao Imaculado Coração de Maria.
Das muitas obras que fundou destacam-se: o Seminário de Beja; o Paço Episcopal de Beja; o Carmelo do Sagrado Coração de Jesus, que restaurou a presença das Irmãs Carmelitas da Antiga Observância na cidade-berço do ramo feminino da Ordem do Carmo em Portugal; o Bairro de Nossa Senhora da Conceição, para albergar as famílias pobres; a Sopa dos Pobres São Sizenando; o Jornal Notícias de Beja; a restauração da Sé Catedral; e a Congregação das Oblatas do Divino Coração que, desde a primeira hora, o acompanharam em todas as obras religiosas e sociais da Diocese de Beja.
A 24 de Outubro de 1965 faleceu em Fátima, Vila Nova de Ourém.
Os seus restos mortais encontram-se atualmente sepultados na Sé Catedral de Beja.